# Macronycteris gigas
Espèce
Statut de conservation UICN

 LC  : Préoccupation mineure
Macronycteris gigas est une espèce de chauves-souris de la famille des Hipposideridae.
Avant 2017, cette espèce appartenait au genre Hipposideros, mais a été déplacée dans le genre  Macronycteris à la suite d'analyses moléculaires.

## Répartition

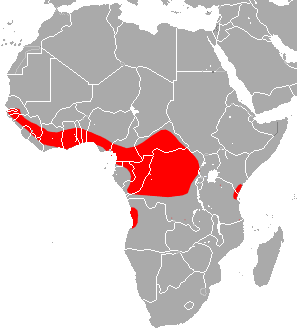
Répartition de l'espèce.

Cette espèce vit en Afrique subsaharienne.